# Mali Trnovac
Mali Trnovac (cyr. Мали Трновац) – wieś w Serbii, w okręgu pczyńskim, w gminie Bujanovac. W 2002 roku liczyła 343 mieszkańców.